# Dorchester (Iowa)
Pour les articles homonymes, voir Dorchester.
Dorchester est une communauté non constituée en municipalité, du comté d'Allamakee en Iowa, aux États-Unis. La ville est fondée par Harvey Bell et Edmund Bell et nommée en référence à Dorchester, en Angleterre.
Bien que Dorchester ne soit pas incorporée, la communauté a un bureau de poste, inauguré le 21 mai 1857,.